# Christian Malard
Pour les articles homonymes, voir Malard (homonymie).
Christian Malard est un journaliste français né en 1949 à Besançon. Il fut directeur de rédaction et a été responsable du service étranger de France 3. Il est depuis quelques années[Quand ?] consultant sur la chaîne israélienne i24news.

## Biographie
Christian Malard commence sa carrière en tant que chroniqueur sur RTL avec le soutien de Philippe Bouvard au début des années 1980. En 1987, il participe à l'aventure de La Cinq, chaîne de télévision nouvellement créée en France et entre à la rédaction en tant que chroniqueur politique étrangère. Il couvre la guerre du Golfe depuis Washington. Lorsque La Cinq disparaît en 1992, il rejoint la rédaction de FR3 et dirige le service étranger de la chaîne publique. Il s'occupe principalement des entretiens avec des personnalités politiques étrangères de premier plan, tels les chefs d'État. Ayant ses entrées dans la diplomatie internationale, il a interviewé l'ensemble des présidents des États-Unis depuis Jimmy Carter jusqu'à George W. Bush à plusieurs reprises. Lors des attentats du 11 septembre 2001, il commente en direct sur France 3 le déroulement des événements, mettant en exergue dans son analyse la responsabilité d'Oussama ben Laden et d'Al-Qaïda en relatant des informations reçues par l'un des proches du gouvernement israélien.
En 2002-2003, il produit et anime l'émission hebdomadaire Autrement dit sur Khalifa TV, la chaîne du magnat algérien Rafik Khalifa.
Aux côtés de Bernard Vaillot, il réalise l'entretien de Nicolas Sarkozy qui est diffusé la veille du 14 juillet 2009. Les deux journalistes ont choisi l'axe de la politique étrangère pour aborder cet entretien. Cette émission a été accusée de complaisance par une partie de la presse, plus particulièrement au sujet des extraits de témoignages de figures politiques européennes envers le président français. Ainsi, selon Le Figaro, « les commentaires des personnalités invitées à donner leurs avis sur Nicolas Sarkozy oscillent entre l'hagiographie et l'humour ». Cette opinion est partagée par Charles Bremner, correspondant du Times[réf. nécessaire]. Christian Malard intervient également sur la chaîne d'information américaine CNN pour le traitement de sujets concernant la France.
Christian Malard est mis en cause dans le Livre noir, Le Système de propagande sous Ben Ali, un ouvrage rédigé par les services de Moncef Marzouki, comme ayant bénéficié avec sa famille d'une invitation de la part de l'ATCE (Agence tunisienne de communication extérieure), outil de propagande dictatorial, dans le but de redorer l'image du régime de Ben Ali. Avec sa famille, il a reçu un accueil très chaleureux de la part du chef de la cellule communication de la présidence tunisienne. Lors de cet entretien, avec le président de cette cellule, ont été évoqués les futurs programmes journalistiques de France 3 et les différentes manières de montrer les prouesses économiques et sociales du régime de Ben Ali. Selon le document (rapport du président de la cellule communication de la présidence de Ben Ali), cité par le livre noir du journalisme tunisien, Christian Malard a démontré son assentiment.
En 2013, sur la chaîne israélienne i24news, Christian Malard anime l’émission Tout est politique en duo avec le journaliste Michaël Darmon, chef du service politique d’iTélé. Selon Le Figaro, il est aussi consultant Média de cette chaîne.

## Distinction
De 2000 à 2001, il préside le Press club de France,.
- Chevalier de la Légion d'honneur.